# Grünscheid (Leichlingen)
Grünscheid ist eine Streusiedlung in der Stadt Leichlingen (Rheinland) im Rheinisch-Bergischen Kreis.

## Lage und Beschreibung
Der Bereich der Streusiedlung Grünscheid liegt nordöstlich des Leichlinger Zentrums auf der Leichlinger Hochfläche am Oberlauf des Schmerbachs und des Roderbachs, beide Zuflüsse des Welterbachs. Die Hauptsiedlung befindet sich an der Landesstraße 359 zwischen dem Hauptort und dem Höhendorf Witzhelden, die den Bereich durchläuft. Mehrere kleinere, ohne Eigennamen versehene Siedlungsstellen und Wohnplätze verteilen sich auf einer Fläche von rund 100 Hektar hauptsächlich nordöstlich bis südöstlich der Hauptsiedlung. Ein Netz von mehreren sich verzweigenden Nebenstraßen beiderseits der Landesstraße trägt geschlossen den Namen Grünscheid.
Die Streusiedlung ist von den Orten Roderhof, Balkerberg, Neuwinkel, Sankt Heribert, Höfchenstal, Rödel, Bröden, Kempen, Hohlenweg, Dierath und Pohligshof umgeben.

## Geschichte
Der Siedlungsbereich Grünscheid entstand erst in der zweiten Hälfte des 19. Jahrhunderts. Zuvor war die Hochfläche durchgängig bewaldet, trug aber schon im 18. Jahrhundert den Flurnamen Grünscheid. So bezeichnet die Topographische Aufnahme der Rheinlande von 1824 das die ganze Hochfläche zwischen der Wupper und dem Weltersbach bedeckende Waldgebiet als Grünscheider Wald, die Gemeindekarte von 1830 als Grünscheider Busch und die Preußische Uraufnahme von 1844 als Grosser Grünscheid.
Im Gemeindelexikon für die Provinz Rheinland werden 1885 für Grünscheid 37 Wohnhäuser mit 218 Einwohnern angegeben. 1895 besitzt der Ort 43 Wohnhäuser mit 212 Einwohnern, 1905 37 Wohnhäuser und 207 Einwohner.